# Mairi McAllan

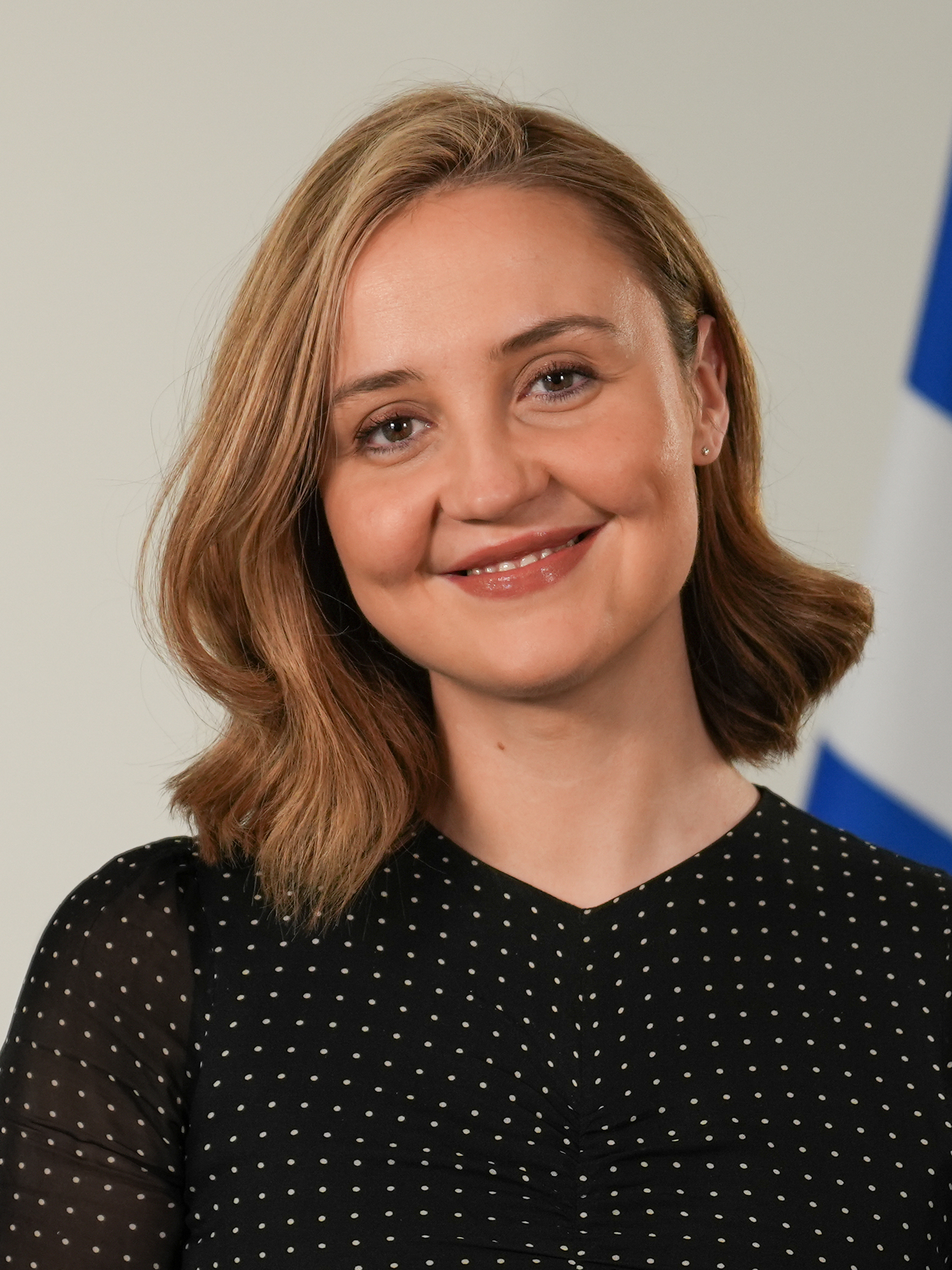
Màire McAllen

Màiri Louise McAllan (* 14. Februar 1993) ist eine schottische Politikerin (SNP) und Cabinet Secretary for Net Zero in der Regierung Swinney.

## Leben
McAllan wuchs in Biggar, South Lanarkshire auf. Sie studierte schottisches Recht an der University of Glasgow und verbrachte Teile ihrer Studienzeit an der Universität Ghent in Belgien. Bevor sie in die Politik eintrat, co-gründete sie eine Menschenrechtsorganisation mit dem Namen RebLaw Scotland, welches darauf setzt Recht als Mittel zum Bekämpfen von sozialer Ungleichheit einzusetzen. Zudem arbeitete sie als Anwältin mit einem Schwerpunkt auf Energie und natürliche Ressourcen und war ehrenamtliche Leiterin der Frauenhilfe von East Ayrshire.
Sie ist verheiratet und Mutter eines Kindes.

## Politik
Sie stellte sich zur Britische Unterhauswahl 2017 im Wahlkreis Dumfriesshire, Clydesdale and Tweeddale auf, aber unterlag bei der Wahl dem Kandidaten der Conservative Party David Nundell.
McAllen arbeitete als Sonderberaterin für Umweltangelegenheiten zuerst bei der damaligen Umweltsekretärin Roseanna Cunningham und später bei der damaligen First Minister Nicola Sturgeon.
Am 6. Mai 2021 wurde sie zum Mitglied des schottischen Nationalparlaments für den Wahlkreis Clydesdale mit einer Mehrheit von fast 11 Prozentpunkten gewählt. Am 19. Mai 2021 wurde sie zur Ministerin für Umwelt, Biodiversität und Landreform ernannt. Während ihrer Amtszeit war sie dafür Verantwortlich, dass die schottische Regierung das Netto-Null-Ziel, die Emissionen bis 2030 um 75 % zu reduzieren, aufhebt und stattdessen zum britischen Ziel von 2045 zurückkehrte. Ab dem 29. März 2023 wurde sie dann Kabinettssekretärin für Netto-Null und gerechter Übergang und am 13. Juni 2023 wurde ihr nach das Ressort Transport zugeordnet. Seit dem 8. Mai 2024 ist sie Kabinettssekretärin für Netto-Null und Energy.